# Aetideopsis albatrossae
Aetideopsis albatrossae is een eenoogkreeftjessoort uit de familie van de Aetideidae. De wetenschappelijke naam van de soort is voor het eerst geldig gepubliceerd in 1981 door Shih & Maclellan.